# Fimbriinae
Sous-famille
Fimbriinae est une sous-famille de mollusques bivalves marins. 

## Description
Des études semblent démontrer que cette famille n'a pas lieu d'être distinguée de la famille des Lucinidae.
Selon World Register of Marine Species (29 octobre 2019), le taxon a le rang de sous-famille, sous le nom de Fimbriinae Nicol, 1950, de la famille des Lucinidae. Le site y attribue les genres suivants :
- Cerkesia Monari, 2003 †
- Cyclopellatia Cossmann, 1907 †
- Fimbria Megerle von Mühlfeld, 1811
- Haastina Marwick, 1953 †
- Mutiella Stoliczka, 1871 †
- Parvicorbis Cossmann, 1892 †
- Schafhaeutlia Cossmann, 1897 †
- Sphaera J. Sowerby, 1822 †
- Sphaeriola Stoliczka, 1871 †